# Уэйд, Эмма
Э́мма Уэ́йд (англ. Emma Wade; род. 19 декабря 1980, Белиз) — белизская легкоатлетка-спринтер. Участница двух Олимпийских игр.
Оба раза являлась знаменосцем своей сборной на церемонии открытия игр.

## Спортивная биография
За свою карьеру Эмма Уэйд дважды приняла участие в летних Олимпийских играх. В 2000 году на играх в Сиднее Уэйд на дистанции 100 метров показала результат 12,25 c. и заняла 7-е место в своём забеге, опередив спортсменку из Арубы. На Олимпийских играх 2004 года Уэйд стартовала на дистанции 200 метров. В своём забеге Эмма показала результат 23,43 с. и заняла 5-е место. Для того, чтобы пройти в следующий раунд Эмме не хватило всего 0,2 с.
Уэйд принимала участие в чемпионате мира 1999 года в Севилье, а также дважды выступала на играх Содружества, но ни разу не смогла показать высокие результаты. Наивысшим достижением для Эммы стало 14-е место на 200-метровке на играх Содружества в 2006 году.

## Личные рекорды
| Лучшие результаты | Лучшие результаты | Лучшие результаты | Лучшие результаты | Лучшие результаты |
| Дисциплина        | Результат         | Примечание        | Место             | Дата              |
| На воздухе        | На воздухе        | На воздухе        | На воздухе        | На воздухе        |
| ----------------- | ----------------- | ----------------- | ----------------- | ----------------- |
| 100 м             | 11,60 с           | ветер 0,7 м/с     | Атланта           | 18 мая 2002       |
| 200 м             | 22,98 с           | ветер 1,7 м/с     | Гейнсвилл         | 28 мая 2004       |
| В помещении       |                   |                   |                   |                   |
| 200 м             | 24,39 с           |                   | Ландовер          | 20 февраля 2004   |
| 400 м             | 55,68 с           |                   | Ландовер          | 21 февраля 2004   |